# مانفرد وینکلهک
مانفرد وینکلهک (انگلیسی: Manfred Winkelhock؛ زاده ۶ اکتبر ۱۹۵۱ درگذشته ۱۲ اوت ۱۹۸۵) یک اتوموبیل‌ران فرمول ۱ اهل آلمان بود.